# Publio Sitio
Publio Sitio fue un mercenario romano empleado por Julio César. Luchó por César en la guerra civil contra Pompeyo, y finalmente atrapó y mató a Fausto Cornelio Sila.
Publio Sitio es mencionado en De bello Africo, la historia de la guerra civil en África, vista por un partidario de César (apítulos 25, 36, 48, 93, 95 y 96; el autor es desconocido). No queda claro en este texto cómo Sitio llegó a estar en África o por qué se había aliado con César y no con Metelo Escipión. En su primera acción registrada (capítulo 25) en la historia une fuerzas con el rey Boco II de Mauritania, atacando y forzando la rendición de Cirta, la ciudad más rica del reino del rey Juba I, un enemigo de César que había ya había comenzado a enviar su ejército para apoyar a Escipión. Este evento obligó al rey Juba a ajustar sus planes y devolver parte de su ejército para defender su territorio, disminuyendo así la dotación disponible de Escipión.
Se registra que Sitio disfrutó de varios éxitos contra los enemigos de César (cap. 36), incluida más tarde la derrota de las fuerzas de Juba bajo Saburra y la exitosa emboscada de Fausto Cornelio Sila y Lucio Afranio cuando intentaron huir a España después de su derrota por César en Tapso (cap. 95). También se le atribuye el hundimiento de la flota de Escipión (cap. 96) en Hipo Regio, donde Escipión pereció tras haber huido también de César después de Tapso. En particular, ayuda a César a lo largo de la campaña al desviar la atención y toda la fuerza de las fuerzas del rey Juba (cap. 48), evitando que concentre su determinación por completo en la aniquilación de César.
Si bien está claro que sus esfuerzos apoyaron a César, y que él estuvo al servicio de César, en ningún momento del texto se menciona que Sitio está comandado por César, aunque podría esperarse que existieran comunicaciones entre ellos o sus subordinados. Después del final de la campaña, César le otorga tierras en Cirta, en el oeste de Numidia, donde fundó con sus seguidores la Colonia Cirta Sittianorum cognomine y se estableció allí.